# Farsetia aegyptia
Farsetia aegyptia là một loài thực vật có hoa trong họ Cải. Loài này được Turra mô tả khoa học đầu tiên năm 1765.